# Ravilia Agletdinova
Ravilia Agletdinova (Unión Soviética, 10 de febrero de 1960-25 de junio de 1999) fue una atleta soviética especializada en la prueba de 1500 m, en la que ha conseguido ser campeona europea en 1986.

## Carrera deportiva
En la Copa Europea de Moscú de 1985 ganó el oro en los 1500 metros, con un tiempo de 3:58.40 segundos, por delante de la británica Christina Boxer y la alemana Hildegard Körner.
Al año siguiente, en el Campeonato Europeo de Atletismo de 1986 ganó la medalla de oro en los 1500 metros, corriéndolos en un tiempo de 4:01.19 segundos, llegando a meta por delante de su compatriota soviética Tetyana Samolenko y de la rumana Doina Melinte (bronce).